# Louis Raguier
Pour les articles homonymes, voir Raguier.
Louis Raguier , né le 12 février 1401 et mort le 19 août 1488 à  Troyes, est un ecclésiastique qui fut évêque de Troyes de 1450 à 1483.

## Biographie
Louis IerRaguier est le 3e fils d'Hémon Raguier le trésorier de la reine Isabeau de Bavière et de sa première épouse: Gillette de La Fontaine.
Grâce à sa protection, il devient chanoine de Notre-Dame de Paris où il fait réaliser  les orgues à ses frais en 1440. Il est ensuite doyen du chapitre de chanoines d'Auxerre, et prête serment le 25 mars 1449  à Pierre de Longueil, évêque d'Auxerre.
Reçu conseiller clerc au Parlement de Paris le 11 juillet 1438 et finalement élu évêque de Troyes par le chapitre le 14 septembre 1450, succédant à Jean Lesguisé. Il est confirmé le 23 décembre suivant après avoir prêté le serment à Charles VII de France au début du même mois. Il obtient en commende l'abbaye Saint-Pierre de Montier-la-Celle qu'il conserve jusqu'à sa mort en 1488.
En 1460 il assiste au Concile provincial de Sens et le 13 août 1461, il fait expertiser par ses vicaires généraux les reliques de Sainte Syre de Troyes. Président de la Cour des aides le 3 juin 1464. Il est l'ambassadeur du roi Louis XI de France auprès de liégeois révoltés contre leur évêque en 1465. Le 20 juillet 1466 il reçoit le serment de Catherine de Lusigny, nouvelle abbesse de l'abbaye Notre-Dame-aux-Nonnains
Il procède à la translation des reliques de Saint Lupien dans une nouvelle châsse en 1469. En 1473 il est l'exécuteur testamentaire de l'archevêque de Reims Jean II Jouvenel des Ursins. C'est lui qui bénit Germain Le Moine, le nouvel abbé de l'abbaye Saint-Victor en 1474, puis le 24 août 1475 il reçoit le serment d'Isabelle de Rochetaillée, nouvelle abbesse de l'Abbaye Notre-Dame-aux-Nonnains.
En 1483 il résigne son siège épiscopal en faveur de son neveu Jacques Raguier, fils d'Antoine Raguier, (issu du second mariage de leur père avec Guillemette de Vitry), et Jacquette Budé. il fait son testament le 28 avril 1485 et lorsqu'il meurt le 19 août 1488, il est inhumé dans la cathédrale de Troyes, proche du grand autel dans un tombeau de cuivre avec cette épitaphe :
" Ci-gît Révérend  Père en Dieu, noble sieur Messire Lots Raguier, évêque de cette église, lequel du temps du très chrétien et victorieux Prince Charles roi de France VII de ce nom fut son conseiller en la cour de Parlement et depuis fut président de la chambre de la justice des Aides de Paris, lequel trépassa le 19 août 1488.Dieu en ait l'âme ".
Il fit de grandes libéralités pour son église en vases, décoration et reliques. C'est également sous son épiscopat que fut imprimé pour la première fois par Pierre Le Rouge le bréviaire à l'usage du diocèse de Troyes, conservé à la Bibliothèque nationale de France. Il fait l'acquisition de nombreux ouvrages qu'il fait enluminer par Jean Thierry.

## Seigneuries
- Seigneur de Payns en 1455
- Fontaine-Saint-Georges acquise en 1457 de Jean de Mesgrigny.
- Poussey en octobre 1476, il fait l'acquisition avec son neveu Dreu Raguier d'une partie de la seigneurie à Edmond Maret licencié és-lois et epoux de Claude de Mesgrigny.
- Romilly en partie

## Armoiries de la famille Raguier
| Armoiries | Description                                                    |
| --------- | -------------------------------------------------------------- |
|           | D'argent, au sautoir de sable, cantonné de quatre perdrix d'or |